# Колтън
Колтън (на английски: Colton) е град в окръг Уитман, щата Вашингтон, САЩ. Колтън е с население от 386 жители (2000) и обща площ от 1,5 km². Намира се на 781 m надморска височина. ЗИП кодът му е 99113, а телефонният му код е 509.